# Cape of Good Hope Station
La Cape of Good Hope Station era una delle divisioni geografiche in cui la Royal Navy divise le proprie unità in tutto il mondo. 
Fondata nel 1857, la stazione copriva la parte meridionale dell'Oceano Atlantico. Il 17 gennaio 1865 venne unita alla East Indies Station per formare la East Indies and Cape of Good Hope Station. Tuttavia, la stazione fu ricostituita il 29 luglio 1867. Le responsabilità della flotta non implicavano rivendicazioni territoriali, mentre il suo compito sarebbe stato quello di proteggere attivamente gli interessi commerciali della Gran Bretagna nella zona. Nel 1870 assorbì l'ex West Africa Squadron. La Cape of Good Hope Station venne amalgamata nella South Atlantic Station nel 1939.

## Comandanti in capo
Lista dei Comandanti in Capo:  

- Ammiraglio Sir Frederick Grey (1857-1860)
- Ammiraglio Sir Henry Keppel (1860-1861)
- Ammiraglio Sir Baldwin Walker (1861-1865)
- Commodoro Sir William Dowell (1867-1871)
- Commodoro Sir John Commerell (1871-1873)
- Commodoro Sir William Hewett (1873-1876)
- Commodoro Sir Francis Sullivan (1876-1879)
- CommodoreoSir Frederick Richards (1879-1882)
- Ammiraglio Sir Nowell Salmon (1882-1885)
- Ammiraglio Sir Walter Hunt-Grubbe (1885-1888)
- Ammiraglio Sir Richard Wells (1888-1890)
- Ammiraglio Sir Henry Nicholson (1890-1892)
- Ammiraglio Sir Frederick Bedford (1892-1895)
- Ammiraglio Sir Harry Rawson (1895-1898)
- Ammiraglio Sir Robert Harris (1898-1900)
- Ammiraglio Sir Arthur Moore (1901-1903)
- Ammiraglio Sir John Durnford (1904-1907)
- Ammiraglio Sir Edmund Poë (1907-1908)
- Ammiraglio Sir George Egerton (1908-1910)
- Ammiraglio Sir Paul Bush (1910-1913)
- Viceammiraglio Sir Herbert King-Hall (1913-1916)
- Viceammiraglio Sir Edward Charlton (1916-1918)
- Viceammiraglio Sir Edward Fitzherbert (1918-1920)

' ' Comandante in capo, stazione di Africa ' '
- Viceammiraglio Sir William Goodenough (1920-1922)
- Viceammiraglio Sir Rudolph Bentinck (1922-1924)
- Viceammiraglio Sir Maurice Fitzmaurice (1924-1926)
- Viceammiraglio Sir David Anderson (1926-1929)
- Viceammiraglio Sir Rudolf Burmester (1929-1931)
- Viceammiraglio Sir Hugh Tweedie (1931-1933)
- Viceammiraglio Sir Edward Evans (1933-1935)
- Viceammiraglio Sir Francis Tottenham (1935-1938)
- Viceammiraglio Sir George Lyon (1938-1939)